# Baczewski (herb szlachecki)
Baczewski – polski herb szlachecki, nadany w zaborze austriackim.

## Opis herbu
W polu czerwonym pniak srebrny o trzech obciętych gałęziach ułożonych w rosochę. Nad prawą i lewą po lilii srebrnej, nad środkową takaż gwiazda. Klejnot: Trzy pióra strusie, z których środkowe czerwone.

## Najwcześniejsze wzmianki
Nadany przeorowi Leopoldowi Baczewskiemu razem z pierwszym stopniem szlachectwa (Edler von) i przydomkiem von Chomczyce w Galicji 13 maja 1909 roku.

## Herbowni
Baczewski.